# Salvador Sedó i Alabart
Salvador Sedó i Alabart (Reus, 3 de abril de 1969) es un político español del partido Units per Avançar.
Miembro del Parlamento Europeo, en representación de Unió Democràtica de Catalunya (UDC), partido adscrito al Partido Popular Europeo. Una de sus funciones principales es la promoción de la investigación y la innovación en el tejido de la pequeña y mediana empresa.
Miembro del Comité de Gobierno de Unió Democràtica de Catalunya y responsable de Política y Relaciones Internacionales
Hijo del también político Salvador Sedó Marsal. Nacido el 3 de abril de 1969 en Reus (Tarragona). Ingeniero Técnico Industrial por la Universidad Politécnica de Cataluña y posteriormente un posgrado en Liderazgo y Gestión Pública en la escuela de negocios IESE.
Colegiado nº 18.235 del Colegio de Ingenieros Técnicos Industriales de Tarragona. Presidente de NISIROS SL, consultoría empresarial y de ingeniería.
- Miembro de Unió Democràtica de Catalunya desde 1985. Consejero Nacional desde 1991. Ha sido Presidente (1993-1995) y Secretario General (1995-1996) de Unió de Joves
- Miembro del Claustro de Estudiantes de la Universidad Politécnica de Cataluña – UPC, (1987-1989)
- Miembro del Consejo Consultivo de la Fundación Europea de la Juventud del Consejo de Europa, (1993-1994)
- Miembro del Comité Ejecutivo de las Juventudes Democristianas Europeas -JDCE, (1992-1997)
- Miembro del Buró del Fórum Juvenil de la Unión Europea, (1995-1997)
- Miembro de la Comisión Internacional de UDC. Miembro del Buró Político de la Internacional Democratacristiana - IDC y del Buró
- Político del Partit Popular Europeo - PPE
- Secretario de Relaciones Internacionales de UDC desde 1997
- Miembro del Comité de Gobierno de Unió Democràtica desde el año 2000

Ha participado en numerosos seminarios y conferencias de política internacional, globalización, integración europea o sobre el Mediterráneo, entre otras.